# Maria Ortman
Maria-Klara Ortman, ogift Hornyánszky, född 30 april 1939 i Bratislava, Tjeckoslovakien, död 31 oktober 2018 i Lund, var en svensk översättare från ungerska, tyska och engelska.

## Biografi
Ortman kom till Sverige med sina föräldrar samma år hon föddes. 1963 blev hon fil. kand. i tyska, ungerska, konsthistoria och religionshistoria. Från 1968 var hon huvudsakligen verksam som översättare. Totalt kom hon att översätta omkring 65 böcker, bland annat sju titlar av ungraren György Konrád. Även om hon främst ägnade sig åt skönlitteratur översatte hon också en del sakprosa, 2000–2002 översatte hon till exempel elva av tolv böcker i serien '’Moderna konstriktningar’’.
2013 erhöll hon Elsa Thulin-priset med motiveringen: "Den som är tvåspråkig kan vara utvald. Maria Ortman tillhör de utvalda. Efter erövringen av sina huvudspråk, ungerskan och svenskan, har hon med språklig och stilistisk mästarhand under livslångt utövande av sin översättningskonst skänkt läsarna en strid ström av betydande verk."

### Omnämnanden
Jeana Jarlsbo nämner i sin recension av "Den vita kungen" att "Dsjatas verbala flöde, som översättaren Maria Ortman med både stringens och språklig lekfullhet har överfört till svenska, bidrar till romanens höga berättartempo och förtätade stämning".
Rita Tornborg nämner i sin recension av "Stenklockan" att "Översättaren Maria Ortman har på ett beundransvärt sätt hålligt jämna steg med författaren i hans snåriga, täta text späckad med avvikelser och osovrade infall", men ifrågasätter titeln "Stenklockan" när det handlar om ett "Stenur".
Mikael van Reis skriver i sin recension av "Parallella historier 3. Frihetens andning" att "Maria Ortmans översättning är ett sannskyldigt stordåd av glittrande nyanser i tålmodigt siktad precision. Som en tysk förlagsredaktör sa en gång, något illavarslande kanske: Precision är vår sista patron. Det stämmer här."

### Familj
Maria Ortman var dotter till arkitekten Stefan Hornyánszky och Elisabeth, ogift Richter. 1960–1963 var hon gift med konstnären Jan Håfström (född 1937) och 1963–1977 med författaren Peter Ortman (1939–2008). Sedan 1976 levde hon samman med journalisten och översättaren Staffan Holmgren (född 1944), son till kronoassistenten Carl-Axel Holmgren och Siri, ogift Ohlsson. Maria Ortman var mor till regissören och manusförfattaren Mikael Håfström.

### Översättningar (urval)
- Endre Fejes: Skrotkyrkogården (Rozsdatemető) (Bonniers, 1968)
- Peter Handke: Dörrknackaren (Der Hausierer) (Bonniers, 1969)
- André Brink: En kedja av röster (A chain of voices) (Forum, 1983)
- Imre Kertész: Steg för steg (Sorstalanság) (Fripress, 1985). Senare upplagor med titeln Mannen utan öde
- John Berger: Rum 19 och andra platser (Photocopies) (Bonnier Alba, 1997)
- Péter Nádas: Parallella historier Del 1-3 (Párhuzamos történetek) (Bonniers, 2012–2013)
- Antal Szerb: Resa i månljus (Utas és holdvilág) (Nilsson, 2015)

## Priser
- 1978 – Rabén & Sjögrens översättarpris
- 1980 – Sveriges Författarfonds premium till personer för belöning av litterär förtjänst
- 1994 – Svenska Akademiens översättarpris[8]
- 2007 – Samfundet De Nios översättarpris
- 2012 – Elsa Thulins översättarpris[3]
- 2014 – Letterstedtska priset för översättningen av Péter Nádas Parallella historier. Frihetens andning[9]
- 2014 – Stiftelsen Natur & Kulturs översättarpris[10]
- 2015 – Albert Bonniers 100-årsminne